# Eumerus rezvoi
Eumerus rezvoi är en tvåvingeart som beskrevs av Stackelberg 1952. Eumerus rezvoi ingår i släktet månblomflugor, och familjen blomflugor. Inga underarter finns listade i Catalogue of Life.